# Listina práv (Spojené státy americké)

Bill of Rights

Listina práv Spojených států amerických (anglicky Bill of Rights) je souhrnný název pro prvních deset dodatků k Ústavě Spojených států, které omezují moc americké federální vlády a ukotvují základní demokratická práva. Účelem těchto omezení je ochrana přirozených práv, tj. svobody, osobního vlastnictví a dále svobody vyznání, slova, svobodného tisku, shromažďování a práva na držení a nošení zbraně.
Tato listina základních práv byla v roce 1789 přednesena prvnímu Kongresu Jamesem Madisonem (později se stal americkým prezidentem) a vešla v platnost 15. prosince 1791 po ratifikaci v jednotlivých členských státech Unie.
Bill of Rights hraje ústřední roli v americkém právním a politickém systému a je přetrvávajícím symbolem svobod a kultury amerického národa. Jedna z prvních čtrnácti kopií této listiny je veřejně přístupná v Národním archivu ve Washingtonu.

## Obsah
První dodatek zakazuje zavedení státního náboženství, deklaruje svobodu slova a tisku a rovněž shromažďovací právo. Druhý dodatek pak stanovuje právo lidu držet a nosit zbraně. Třetí dodatek zakazuje ubytování vojáků v civilních domech v době míru, za války je to možné jen prostřednictvím zmocnění daného zákonem. 
Dodatky čtyři až osm se vztahují k trestnímu procesu. Čtvrtý dodatek zdůrazňuje právo na ochranu osobní a domovní svobody, písemností a majetku před neoprávněnými prohlídkami a konfiskacemi. Stanoví, že příkazy musí být opřeny o zdůvodněná zjištění, potvrzená přísahou, a musí obsahovat přesné informace o místě prohledávání, osobách ve vazbě a věcech k zabavení. Pátý dodatek zaručuje právo na spravedlivý soudní proces pro obviněného, včetně práva na obhajobu a ochranu před dvakrát trestáním za stejný zločin. Šestý dodatek poskytuje právo na rychlé a veřejné přelíčení před nestrannou porotou, informace o obžalobě a právo na obhajobu. Sedmý dodatek se týká práva na soud před porotou v civilních případech přesahujících dvacet dolarů. Osmý dodatek zakazuje nadměrné kauce, pokuty a kruté a neobvyklé tresty. Tyto dodatky slouží k zajištění základních práv občanů a omezení pravomoci státu při zásahu do jednotlivcovy svobody a majetku.
Devátý dodatek pak stanoví, že výpočet určitých práv ústavou nesmí být vykládán jako popírání nebo zlehčování ostatních práv náležejících lidu. Desátý pak potvrzuje federální uspořádání země, kdy stanoví, že práva, která ústava výslovně nepřiznává Unii ani je nevylučuje z pravomoci států, náležejí jednotlivým státům nebo lidu.

## Druhá listina práv
Takzvanou Druhou listinu práv (anglicky Second Bill of Rights) navrhl prezident Franklin D. Roosevelt během svého projevu o stavu Unie 11. ledna 1944. Ve svém projevu Roosevelt prohlásil, že politická práva přiznaná listinou práv jsou nedostatečná, a měla by je doplnit listina ekonomických práv. Jmenovitě uvedl následující oblasti:
- Zaměstnání (právo na práci),
- Přiměřený příjem na stravu a bydlení,
- Práva zemědělců na spravedlivý příjem,
- Svoboda od nekalé soutěže a monopolů,
- Dostupné bydlení ,
- Přiměřená zdravotní péče,
- Sociální zabezpečení.
- Vzdělání.